# 이란 개혁파
이란 개혁파(اصلاح‌طلبان) 보수파 (원칙파)와 함께 이란의 정계를 주도하는 양대 파벌이다.
영적 지도자로는 이란 이슬람 공화국 제7~8대 대통령인 세예드 모하마드 하타미가 있다.
색깔은 대체로 파란색으로 표시하며, 스펙트럼은 빅텐트, 중도우파, 우익이다.
이란 국회 소속 국회의원 수는 276석 중 20석(7.2%), 장관 수는 18석 중 7석(38.9%), 부통령 수는 12석 중 5석(41.6%)이다.
소속 대통령으로는 아볼하산 바니사드르, 악바르 하셰미 라프산자니, 세예드 모하마드 하타미, 하산 로하니 페레이둔이 있다. 이는 도합 25년으로 보수파(16년)보다 더 길다.